# 林阴芨芨草
林阴芨芨草（学名：Achnatherum chingii var. laxum）为禾本科芨芨草属下的一个变种。